# Terry McLaughlin
Terence McLaughlin (conocido como Terry McLaughlin; Toronto, 24 de julio de 1956) es un deportista canadiense que compitió en vela en la clase Flying Dutchman. Es hermano del también regatista Frank McLaughlin.
Participó en los Juegos Olímpicos de Los Ángeles 1984, obteniendo una medalla de plata en la clase Flying Dutchman. Ganó dos medallas en el Campeonato Mundial de Flying Dutchman, oro en 1980 y bronce en 1982.

## Palmarés internacional
| Juegos Olímpicos   | Juegos Olímpicos             | Juegos Olímpicos  | Juegos Olímpicos |
| Año                | Lugar                        | Medalla           | Clase            |
| ------------------ | ---------------------------- | ----------------- | ---------------- |
| 1984               | Los Ángeles (Estados Unidos) | Medalla de plata  | Flying Dutchman  |
| Campeonato Mundial |                              |                   |                  |
| Año                | Lugar                        | Medalla           | Clase            |
| 1980               | Malmö (Suecia)               | Medalla de oro    | Flying Dutchman  |
| 1982               | Geelong (Australia)          | Medalla de bronce | Flying Dutchman  |